# Paul Bernhard Wodrazka
Paul Bernhard Wodrazka (* 3. Juni 1977 in Wien) ist ein österreichischer Wirtschaftswissenschaftler und Priester der Kongregation vom Oratorium des heiligen Philipp Neri in Wien.

## Leben
Wodrazka studierte Handelswissenschaften an der Wirtschaftsuniversität Wien und wurde 2001 bei  Herbert Matis und Leonhard Bauer zum Dr. rer. soc. oec. promoviert. Nach der Priesterweihe am 12. Mai 2006 war er von 2010 bis 2020 lokaler Mitarbeiter der Apostolischen Nuntiatur. Nach dem theologischen Doktorat 2014 ist er seit 2020 Universitätsseelsorger und Referent für Universitäts- und Hochschulagenden der Österreichischen Bischofskonferenz.

## Schriften (Auswahl)
- Und es gab sie doch! Die Geschichte der christlichen Arbeiterbewegung in Österreich in der Ersten Republik (= Europäische Hochschulschriften: Reihe 3, Geschichte und ihre Hilfswissenschaften. Band 950). Peter Lang, Frankfurt am Main 2003, ISBN 978-3-631-39619-3 (Zugleich: Dissertation, Wirtschaftsuniversität Wien, 2002).
- John Henry Newman: Ein neuer Seliger und großer Oratorianer . Dominus-Verlag, Augsburg 2010, ISBN 978-3-940879-08-0.
- Philipp Neri, der Apostel der Freude, und das Oratorium. Mit ausgewählten Quellen oratorianischen Lebens. als Herausgeber, nova et vetera, Bonn 2008, ISBN 978-3-936741-61-2.
- Philipp Neri und das Oratorium. Die Attraktivität seiner Botschaft. als Herausgeber, nova et vetera, Bonn 2012, ISBN 978-3-936741-29-2.
- Das Verfahren zur Erhebung eines Heiligen zum Kirchenlehrer. EOS Verlag, St. Ottilien 2015, ISBN 978-3-8306-7700-0. Rezension, Wolfgang F. Rothe: Rezension. In: Forum Katholische Theologie, 31,4 (2015), S. 313–314, ISSN 0178-1626
- mit Markus Dusek: Führ, mildes Licht, inmitten von Dunkelheit: Der heilige John Henry Kardinal Newman – Leben, Mission und Spiritualität. Dominus-Verlag, Augsburg 2020, ISBN 978-3-940879-64-6.